# スプレケリア
スプレケリア（学：Sprekelia）はヒガンバナ科に含まれる属の一つ。またはスプレケリア属に含まれる植物の総称。和名から、ツバメズイセン属とも呼ばれる。メキシコ固有種のスプレケリア・フォルモシッシマ（S.formosissima）一種のみから構成される。

## 特徴
メキシコが原産地及び自生地の春植え球根であり、花期は5〜6月。花自体の寿命は短く、一本の花茎につき原則一輪しか花が付かないが、濃い緋色の花が鮮烈な印象を与える。ヒッペアストルム属（園芸上のアマリリス）との近縁種である。種類はフォルモシッシマ一種のみだが、ヒッペアストルム属とハブランサス属との種間交雑種が存在している。耐暑性には優れるが耐寒性には乏しく冬季の管理には少々工夫が必要。花言葉は「情熱」である。

## 栽培方法
四月が植え付け、植え替えの適期である。花期が終わると葉を伸ばし成長期に入るので、6月くらいから適宜施肥を行う。花が咲き終わった花茎は採種が目的ではない限り速やかに切除する。また、成長期に葉を切らないようにする。夏期には水切れを起こさないよう灌水頻度に注意する。半日陰で管理するとよい。晩秋頃には球根を掘り上げ、おがくずやバーミキュライトを敷き詰めた段ボールや発泡スチロール内で保管する。この際、根が残っていると翌年の成長速度が速ままるので慎重に掘り上げる。腐葉土などで覆土し、地面の凍結などを防ぐ方法もある。秋〜冬の時期は本種の休眠期に該当するため、灌水を控えめにする。

## 名称について
属名の由来は、カール・フォン・リンネに本種を標本として送ったヨハン・ヘインリッチ・スプレケルゼンにちなむ。種小名のformosissmaは「とても美しい」という意味がある。

## 下位分類

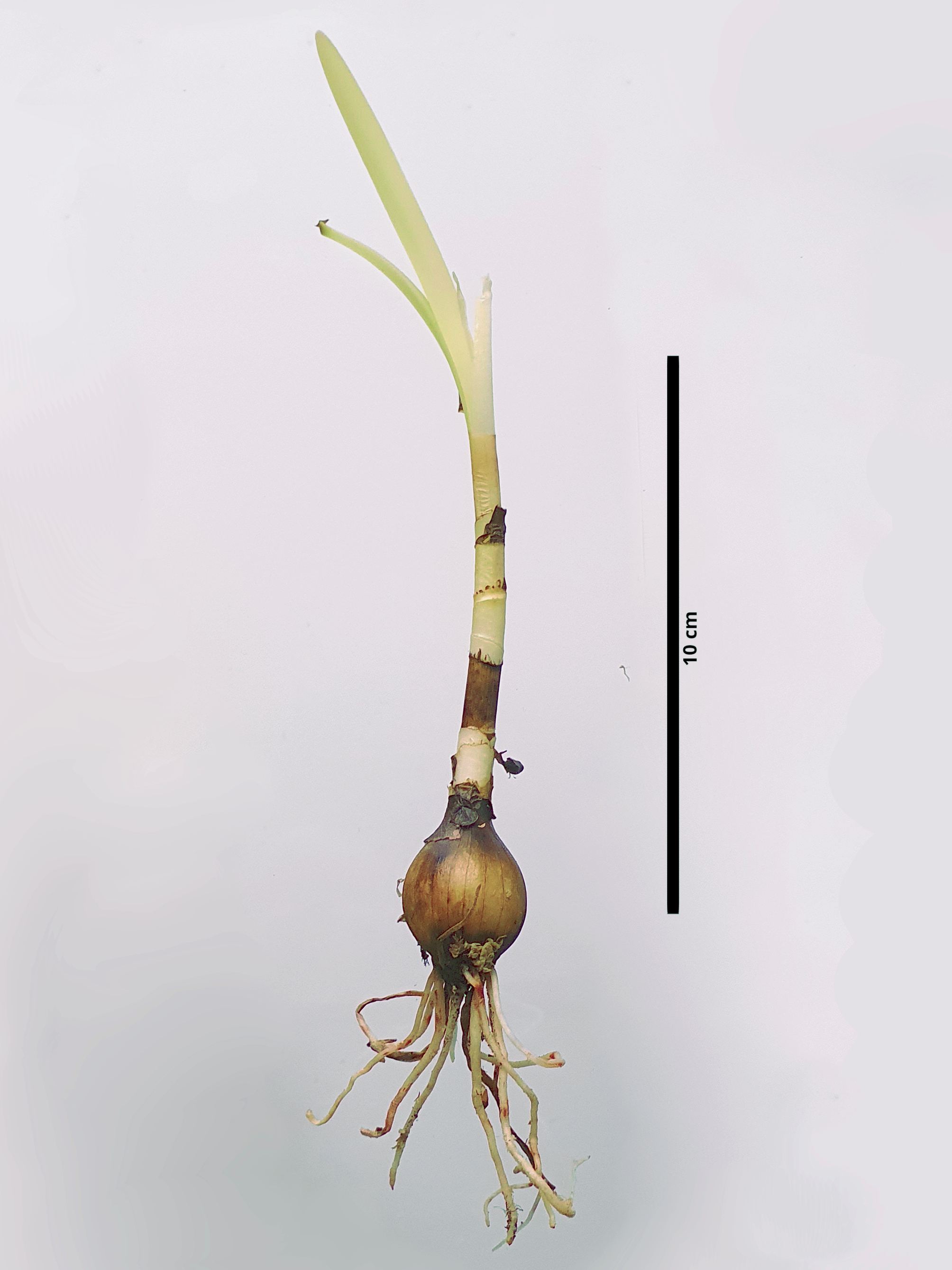
球根

本属はフォルモシッシマ（S.formosissima）一種のみが認められている。
- スプレケリア・フォルモシッシマ

　（Sprekelia formosissma）
- スプレカンサス（ハブランサス属との交雑種）

　（×Sprekanthus）
- ヒッペアスケリア（ヒッペアストルム属との交雑種）

　（×Hippeaskelia）